# Per Fly
Per Fly, nato Per Fly Plejdrup (Skive, 14 gennaio 1960), è un regista e sceneggiatore danese.

## Biografia
Fly è nato nel 1960 a Skive, nello Jutland Centrale. Nel 1989 ha iniziato a frequentare la scuola di cinema Den Danske Filmskole e nel 1993 si è laureato in regia. Nel 2000 ha realizzato il suo primo lungometraggio, intitolato La panchina (Bænken). Questo film ha dato inizio alla cosiddetta "trilogia sulle classi", proseguita con L'eredità (Arven) nel 2003 e con Gli innocenti (Drabet) nel 2005. I tre film, da lui diretti e co-sceneggiati, trattano rispettivamente il ceto basso, alto e medio. Nel frattempo, nel 2000, Fly ha diretto anche un film d'animazione in stop-motion intitolato Prop og Berta.
Nel 2007 ha diretto tutti e sei gli episodi della serie televisiva danese Forestillinger, trasmessa da DR1. Oltre alla regia, Fly ha sceneggiato i primi due episodi della serie. Nel 2016 ha invece diretto i primi due episodi della serie televisiva Bedrag, anch'essa trasmessa da DR1. Alcuni anni dopo la sua trilogia di successo, Fly è tornato alla regia cinematografica con i film Kvinden der drømte om en mand (2010) e Monica Z (2013).

### Vita privata
Fly è sposato con l'attrice danese Charlotte Fich, con la quale ha avuto due figli, Anton e Aksel.

## Filmografia

### Regista

#### Cinema
- La panchina (Bænken) (2000)
- Prop og Berta (2000)
- L'eredità (Arven) (2003)
- Gli innocenti (Drabet) (2005)
- Kvinden der drømte om en mand (2010)
- Monica Z (2013)
- Giochi di potere (Backstabbing for Beginners) (2018)

#### Televisione
- Så du ansjosen? – serie TV (1995)
- TV-Ansjosen – serie TV (1995)
- Taxa – serie TV (1997)
- Forestillinger – serie TV, 6 episodi (2007)
- Bedrag – serie TV, episodi 1x01-1x02 (2016)
- Borgen - Il potere - serie TV (2010 - 2022)

### Sceneggiatore
- La panchina (Bænken), regia di Per Fly (2000)
- L'eredità (Arven), regia di Per Fly (2003)
- Gli innocenti (Drabet), regia di Per Fly (2005)
- Forestillinger – serie TV, episodi 1x01-1x02 (2007)
- Kvinden der drømte om en mand, regia di Per Fly (2010)
- Monica Z, regia di Per Fly (2013)
- Giochi di potere (Backstabbing for Beginners), regia di Per Fly (2018)

## Riconoscimenti
- 2001 – Premio Bodil[3]
  - Miglior film, per La panchina
- 2001 – Premio Robert[4][5]
  - Miglior regia, per La panchina
  - Candidatura alla miglior sceneggiatura, per La panchina
- 2002 – Premio Robert[5]
  - Candidatura al miglior film per ragazzi, per Prop og Berta
- 2004 – Premio Bodil[6]
  - Candidatura al miglior film, per L'eredità
- 2004 – Premio Robert[4][5]
  - Miglior film, per L'eredità
  - Miglior regia, per L'eredità
  - Premio del pubblico, per L'eredità
  - Candidatura alla miglior sceneggiatura, per L'eredità

- 2004 – Premio Flaiano[7]
  - Premio per la sceneggiatura, per L'eredità
- 2005 – Nordic Council Film Prize[8]
  - Premiato, per Gli innocenti
- 2006 – Premio Bodil[3]
  - Miglior film, per Gli innocenti
- 2006 – Premio Robert[4][5]
  - Miglior regia, per Gli innocenti
  - Candidatura al miglior film, per Gli innocenti
  - Candidatura alla miglior sceneggiatura, per Gli innocenti
- 2014 – Guldbagge Award[9]
  - Miglior regia, per Monica Z
- 2017 – Premio Robert[4]
  - Miglior serie televisiva, per Bedrag